# Muhamed Hadžibaščaušević
Muhamed Hadžibaščaušević (Sarajevo, 1912. – Zenica, 1951.), hrvatski političar, kulturni djelatnik

## Životopis
Rođen u Sarajevu. U rodnom gradu završio srednje obće učilište. Visoko učilište prava na Sveučilištu u Zagrebu upisao je 1931. godine. Član Mjestnog odbora "Narodne uzdanice" u Zagrebu i domoljubnih udružbi na sveučilištu. Vlasnik lista hrvatskih muslimana u Sarajevu Muslimanske svijesti.
Nakladnik nezavisnog omladinskog mjesečnika "Svijest". Dužnosnik NDH. Prvi ustaški stožernik u Velikoj župi Usora i Soli. Već koncem ljeta 1941. napustio sve dužnosti iz vlasti povukao se iz javnog života. Jugoslavenski režim nije mu prešao preko djelatnosti u administraciji NDH te mu je sudio. Vojni sud Jugoslavenske vojske u Sarajevu osudio ga je lipnja 1945. na smrt. Kazna je preinačena u zatvorsku u duljini od 15 godina. Umro je 1951. u zeničkom zatvoru.